# أيزاياه مونتجومري
أيزاياه مونتجومري (بالإنجليزية: Isaiah Montgomery)‏ هو سياسي أمريكي، ولد في 21 مايو 1847، وتوفي في 5 مارس 1924.